# Scapsipedus flavomarginatus
Scapsipedus flavomarginatus är en insektsart som först beskrevs av Lucien Chopard 1934.  Scapsipedus flavomarginatus ingår i släktet Scapsipedus och familjen syrsor. Inga underarter finns listade i Catalogue of Life.